# Witoogtodietiran
De witoogtodietiran (Hemitriccus zosterops) is een zangvogel uit de familie Tyrannidae (tirannen).

## Verspreiding en leefgebied
Deze soort komt voor in het noorden van het Amazonegebied en telt twee ondersoorten:
- H. z. zosterops: zuidelijk Colombia, zuidelijk Venezuela, de Guyana's en noordelijk Brazilië.
- H. z. flaviviridis: noordelijk Peru.

## Status
De grootte van de populatie is niet gekwantificeerd maar de soort wordt omschreven als vrij algemeen maar met een versnipperde verspreiding. Op de Rode lijst van de IUCN heeft deze soort de status niet bedreigd.